# Historic Performances Recorded at the Monterey International Pop Festival
Historic Performances Recorded at the Monterey International Pop Festival je společné koncertní album skupiny The Jimi Hendrix Experience a Otise Reddinga, vydané v roce 1970 u Reprise Records. Krátce po nahrání alba Otis Redding zemřel.

## Seznam skladeb
| Strana 1: The Jimi Hendrix Experience | Strana 1: The Jimi Hendrix Experience | Strana 1: The Jimi Hendrix Experience | Strana 1: The Jimi Hendrix Experience |
| Pořadí                                | Název                                 | Autor                                 | Délka                                 |
| ------------------------------------- | ------------------------------------- | ------------------------------------- | ------------------------------------- |
| 1.                                    | Like a Rolling Stone                  | Bob Dylan                             | 6:22                                  |
| 2.                                    | Rock Me Baby                          | B. B. King, Joe Josea                 | 3:00                                  |
| 3.                                    | Can You See Me                        | Jimi Hendrix                          | 2:30                                  |
| 4.                                    | Wild Thing                            | Chip Taylor                           | 7:30                                  |

| Strana 2: Otis Redding | Strana 2: Otis Redding        | Strana 2: Otis Redding                            | Strana 2: Otis Redding |
| Pořadí                 | Název                         | Autor                                             | Délka                  |
| ---------------------- | ----------------------------- | ------------------------------------------------- | ---------------------- |
| 1.                     | Shake                         | Sam Cooke                                         | 2:37                   |
| 2.                     | Respect                       | Otis Redding                                      | 3:22                   |
| 3.                     | I've Been Loving You Too Long | Otis Redding, Jerry Butler                        | 3:32                   |
| 4.                     | (I Can't Get No) Satisfaction | Mick Jagger, Keith Richards                       | 3:21                   |
| 5.                     | Try a Little Tenderness       | Harry M. Woods, Jimmy Campbell, Reginald Connelly | 4:40                   |

## Sestava
The Jimi Hendrix Experience
- Jimi Hendrix – kytara, zpěv
- Noel Redding – baskytara
- Mitch Mitchell – bicí

Otis Redding
- Otis Redding – zpěv
- Booker T. Jones – varhany
- Steve Cropper – kytara
- Donald „Duck“ Dunn – baskytara
- Al Jackson, Jr. – bicí
- Wayne Jackson – trubka
- Andrew Love – tenorsaxofon